# Manchester repülőtér
A Manchester repülőtér (IATA: MAN, ICAO: EGCC) Manchester közelében található nemzetközi repülőtér, mely Anglia legforgalmasabb repülőtere a londoni repülőterek után. Az utasforgalom évről évre növekszik, 2015-ben már több mint 23 millió utas fordult meg a repülőtéren.

## Utasforgalom
|                                                 | Utasszám   | Gépmozgások | Teher (tonna) |
| ----------------------------------------------- | ---------- | ----------- | ------------- |
| 1997                                            | 15 948 454 | 147 405     | 94 318        |
| 1998                                            | 17 351 162 | 162 906     | 100 099       |
| 1999                                            | 17 577 765 | 169 941     | 107 803       |
| 2000                                            | 18 568 709 | 178 468     | 116 602       |
| 2001                                            | 19 307 011 | 182 097     | 106 406       |
| 2002                                            | 18 809 185 | 177 545     | 113 279       |
| 2003                                            | 19 699 256 | 191 518     | 122 639       |
| 2004                                            | 21 249 841 | 208 493     | 149 181       |
| 2005                                            | 22 402 856 | 217 987     | 147 484       |
| 2006                                            | 22 422 855 | 229 729     | 148 957       |
| 2007                                            | 22 112 625 | 222 703     | 165 366       |
| 2008                                            | 21 219 195 | 204 610     | 141 781       |
| 2009                                            | 18 724 889 | 172 515     | 102 543       |
| 2010                                            | 17 759 015 | 147 032     | 115 922       |
| 2011                                            | 18 892 756 | 158 025     | 107 415       |
| 2012                                            | 19 736 502 | 160 473     | 96 822        |
| 2013                                            | 20 751 581 | 161 306     | 96 373        |
| 2014                                            | 21 989 682 | 162 919     | 93 466        |
| 2015                                            | 23 136 047 | 164 710     | 100 021       |
| Forrás: United Kingdom Civil Aviation Authority |            |             |               |